# Liste des circonscriptions électorales de l'Essex
Le Comté cérémoniel de l' Essex, (qui comprend l'autorité unitaire de 
Southend-on-Sea et Thurrock)
est divisé en 18 Circonscription électorale
- 6 Borough constituencies
et 12 County constituencies.

## Circonscription
- † Conservateur
- ‡ Labour
- ¤ Liberal Democrat
- UKIP

| Circonscription                     | Électeur | Majorité | Member of Parliament | Member of Parliament | Opposition | Opposition              | Map |
| ----------------------------------- | -------- | -------- | -------------------- | -------------------- | ---------- | ----------------------- | --- |
| Basildon and Billericay BC          | 66,345   | 12,482   |                      | John Baron†          |            | Gavin Callaghan‡        |     |
| Braintree CC                        | 73,557   | 17,610   |                      | James Cleverly†      |            | Richard Bingley         |     |
| Brentwood and Ongar CC              | 71,918   | 21,810   |                      | Eric Pickles†        |            | Mick McGough            |     |
| Castle Point BC                     | 68,170   | 8,934    |                      | Rebecca Harris†      | ;          | Jamie Huntman           |     |
| Chelmsford BC                       | 78,580   | 18,250   |                      | Simon Burns†         |            | Chris Vince‡            |     |
| Clacton CC                          | 68,936   | 3,437    |                      | Douglas Carswell     |            | Giles Watling†          |     |
| Colchester BC                       | 74,204   | 5,575    |                      | Will Quince†         |            | Bob Russell¤            |     |
| Epping Forest CC                    | 73,447   | 17,978   |                      | Eleanor Laing†       |            | Andrew Smith            |     |
| Harlow CC                           | 67,994   | 8,350    |                      | Robert Halfon†       |            | Suzy Stride‡            |     |
| Harwich and North Essex CC          | 69,290   | 15,174   |                      | Bernard Jenkin†      |            | Edward Carlsson Browne‡ |     |
| Maldon CC                           | 69,066   | 22,070   |                      | John Whittingdale†   |            | Beverley Acevedo        |     |
| Rayleigh and Wickford CC            | 77,174   | 17,230   |                      | Mark Francois†       |            | John Hayter             |     |
| Rochford and Southend East CC       | 71,935   | 9,476    |                      | James Duddridge†     |            | Ian Gilbert‡            |     |
| Saffron Walden CC                   | 80,615   | 24,991   |                      | Sir Alan Haselhurst† |            | Peter Day               |     |
| South Basildon and East Thurrock CC | 71,155   | 5,772    |                      | Stephen Metcalfe†    |            | Ian Luder               |     |
| Southend West BC                    | 66,876   | 14,021   |                      | David Amess†         |            | Julian Ware-Lane        |     |
| Thurrock BC                         | 77,559   | 536      |                      | Jackie Doyle-Price†  |            | Polly Billington‡       |     |
| Witham CC                           | 67,090   | 19,554   |                      | Priti Patel†         |            | Garry Cockrill          |     |

## Changements de limites
| Circonscription | Map                                      |
| --- | ---------------------------------------- |
| 1. Basildon and Billericay BC 2. Braintree CC 3. Brentwood and Ongar CC 4. Castle Point BC 5. Chelmsford BC 6. Clacton CC 7. Colchester BC 8. Epping Forest CC 9. Harlow CC 10. Harwich and North Essex CC 11. Maldon CC 12. Rayleigh and Wickford CC 13. Rochford and Southend East CC 14. Saffron Walden CC 15. South Basildon and East Thurrock CC 16. Southend West BC 17. Thurrock BC 18. Witham CC | Proposed Revised constituencies in Essex |

## Liste des circonscriptions de 1997-2010
1. Basildon BC
2. Billericay CC
3. Braintree CC
4. Brentwood and Ongar CC
5. Castle Point BC
6. Colchester BC
7. Epping Forest CC
8. Harlow CC
9. Harwich CC
10. Maldon and East Chelmsford CC
11. North Essex CC
12. Rayleigh CC
13. Rochford and Southend East CC
14. Saffron Walden CC
15. Southend West BC
16. Thurrock BC
17. West Chelmsford CC

## Liste des circonscriptions de 1983–1997
- Basildon
- Billericay
- Braintree
- Brentwood and Ongar
- Castle Point
- Chelmsford
- Colchester North
- Colchester South and Maldon
- Epping Forest
- Harlow
- Harwich
- Rochford
- Saffron Walden
- Southend East
- Southend West
- Thurrock

## Liste des circonscriptions de 1974–1983
- Basildon
- Braintree
- Brentwood and Ongar
- Chelmsford
- Colchester
- Epping Forest
- South East Essex
- Harlow
- Harwich
- Maldon
- Saffron Walden
- Southend East
- Southend West
- Thurrock

## Liste des circonscriptions de 1955–1974
- Billericay
- Chelmsford
- Chigwell
- Colchester
- Epping
- South East Essex
- Harwich
- Maldon
- Saffron Walden
- Southend East
- Southend West
- Thurrock

### Dans l'actuel Grand Londres
- Barking
- Dagenham
- East Ham North
- East Ham South
- Hornchurch
- Ilford North
- Ilford South
- Leyton
- Romford
- Walthamstow East
- Walthamstow West
- West Ham North
- West Ham South
- Woodford (renommé en 1964:
Wanstead and Woodford)

## Résultats
| 2005 | 2010 | 2015 |
| ---- | ---- | ---- |
|      |      |      |